# Claudia Nystad
Pour les articles homonymes, voir Nystad (homonymie) et Künzel.
Claudia Nystad, née Künzel le 1er février 1978 à Zschopau, est une fondeuse allemande.
Participant aux épreuves de Coupe du monde depuis 1998, Nystad compte deux titres olympiques à son palmarès, avec le relais lors des Jeux de 2002 à Salt Lake City, et le sprint par équipe avec Evi Sachenbacher-Stehle lors des Jeux de 2010 à Vancouver. Elle est également vice-championne olympique du sprint derrière Chandra Crawford en 2006 à Turin, du relais, toujours à Turin et Vancouver et médaillée de bronze du relais à Sotchi en Jeux de 2014.

## Biographie
Ayant fait ses débuts en Coupe du monde en 1998, elle a obtenu son premier podium en février 2001 lors d'un sprint disputé à Nové Město na Moravě.
Son mari est l'entraîneur norvégien de ski nordique Trond Nystad.

## Palmarès

### Jeux olympiques
| Épreuve / Édition      | Sprint                             | Sprint                           | 10 km                            | 10 km                            | Poursuite / Skiathlon 2 × 7,5 km | 30 km | Relais                           | Relais                              |
| Épreuve / Édition      | libre                              | classique                        | libre                            | classique                        | Poursuite / Skiathlon 2 × 7,5 km | 30 km | Sprint                           | 4 × 5 km                            |
| JO 2002 Salt Lake City | 4e                                 | Épreuve inexistante à cette date | 26e                              | Épreuve inexistante à cette date | 55e                              | —     | Épreuve inexistante à cette date | Médaille d'or, Jeux olympiques      |
| JO 2006 Turin          | Médaille d'argent, Jeux olympiques | Épreuve inexistante à cette date | Épreuve inexistante à cette date | 17e                              | 18e                              | 6e    | —                                | Médaille d'argent, Jeux olympiques  |
| JO 2010 Vancouver      | Épreuve inexistante à cette date   | —                                | 16e                              | Épreuve inexistante à cette date | —                                | —     | Médaille d'or, Jeux olympiques   | Médaille d'argent, Jeux olympiques  |
| JO 2014 Sotchi         | 34e                                | Épreuve inexistante à cette date | Épreuve inexistante à cette date | —                                | 41e                              |       | —                                | Médaille de bronze, Jeux olympiques |

Légende :
- : première place, médaille d'or
- : deuxième place, médaille d'argent
- : troisième place, médaille de bronze
- : pas d'épreuve
- — : non disputée par Nystad

### Championnats du monde
| Épreuve / Édition     | Épreuve / Édition         | Lahti 2001 | Val di Fiemme 2003       | Oberstdorf 2005 | Sapporo 2007             | Liberec 2009             | Falun 2015 |
| Sprint                | Classique                 | —          | —                        | 14e             | —                        | —                        | —          |
| Sprint                | Libre                     | 14e        | Médaille d'argent, monde | —               | —                        | 19e                      | —          |
| Sprint par équipes    | Sprint par équipes        | —          | —                        | 4e              | Médaille d'argent, monde | —                        | —          |
| Poursuite / Skiathlon | Poursuite / Skiathlon     | 27e        | 11e                      | 10e             | 17e                      | Ab.                      |            |
| 10 km                 | Libre                     | —          | —                        | —               | 15e                      | —                        | 41e        |
| 15 km Classique       | 15 km Classique           | 17e        | —                        | —               | —                        | —                        | -          |
| 30 km                 | Classique départ en ligne | —          | —                        | 6e              | 26e                      | —                        | -          |
| 30 km                 | Libre                     | —          | 19e                      | —               | —                        | —                        |            |
| 30 km                 | Libre départ en ligne     | —          | —                        | —               | —                        | 23e                      |            |
| Relais 4 × 5 km       | Relais 4 × 5 km           | —          | Médaille d'or, monde     | 4e              | Médaille d'argent, monde | Médaille d'argent, monde |            |

Légende :
- : première place, médaille d'or
- : deuxième place, médaille d'argent
- Ab. : abandon

### Coupe du monde
- Meilleur classement général : 5e en 2005.
- 21 podiums en épreuve individuelle : 2 victoires, 6 deuxièmes places et 13 troisièmes places.
- 26 podiums en relais : 7 victoires, 14 deuxièmes places et 5 troisièmes places.
- 5 podiums dans des étapes de tour : 2 victoires et 3 troisièmes places.

#### Courses à étapes
- 5 podiums, dont 2 victoires d'étapes.

#### Détail des victoires
| Épreuve / Édition | 2,5 km libre | 15 km classique |
| 2004              |              | Otepää          |
| 2008              | Bormio       |                 |

##### Victoires d'étapes
| Date             | Lieu    | pays      | Compétition | Discipline |
| ---------------- | ------- | --------- | ----------- | ---------- |
| 27 décembre 2008 | Oberhof | Allemagne | Tour de Ski | 2,5 km TL  |
| 20 mars 2009     | Falun   | Suède     | Finales     | 2,5 km TC  |

Légende :

TC = classique

TL = libre

MS = départ en masse

HS = départ avec handicap

PU = poursuite

#### Classements en Coupe du monde
| Année     | Classement général final | Classement distance | Classement sprint |
| 1999-2000 | 71e                      |                     | 51e               |
| 2000-2001 | 23e                      |                     | 9e                |
| 2001-2002 | 41e                      |                     | 23e               |
| 2002-2003 | 7e                       |                     | 7e                |
| 2003-2004 | 7e                       | 6e                  | 10e               |
| 2004-2005 | 5e                       | 7e                  | 5e                |
| 2005-2006 | 7e                       | 9e                  | 8e                |
| 2006-2007 | 13e                      | 15e                 | 14e               |
| 2007-2008 | 8e                       | 5e                  | 13e               |
| 2008-2009 | 13e                      | 14e                 | 21e               |
| 2009-2010 | 43e                      | 31e                 | 31e               |
| 2013-2014 | 38e                      | 27e                 | 67e               |
| 2014-2015 | 50e                      | 34e                 | 65e               |

#### Championnats du monde junior
- Pontresina 1998 : 
  -  Médaille d'argent du 5 km style libre.

## Distinctions
Elle remporte la Silbernes Lorbeerblatt en 2002, 2006 et 2010.
En 2004, elle reçoit la Croix d'honneur des forces armées allemandes.